# Wladimir Gennadjewitsch Perwuschin
Wladimir Gennadjewitsch Perwuschin (russisch Владимир Геннадьевич Первушин; * 25. März 1986 in Omsk, Russische SFSR) ist ein ehemaliger russischer Eishockeyspieler, der unter anderem beim HK Awangard Omsk und dem HK Sibir Nowosibirsk in der Kontinentalen Hockey-Liga aktiv war.

## Karriere
Wladimir Perwuschin begann seine Karriere als Eishockeyspieler in der Nachwuchsabteilung des HK Awangard Omsk, für dessen Profimannschaft er von 2006 bis 2008 in der Superliga aktiv war, nachdem er bereits ab 2002 in der drittklassigen Perwaja Liga für Awangards zweite Mannschaft gespielt hatte. Ab der Saison 2008/09 nahm der Angreifer mit dem HK Awangard am Spielbetrieb der neu gegründeten Kontinentalen Hockey-Liga teil.
Während des Expansion Draft am 17. Juni 2013 wurde Perwuschin von Admiral Wladiwostok ausgewählt und absolvierte 46 KHL-Partien für Admiral, ehe er im Mai 2014 zu seinem Heimatverein zurückkehrte.

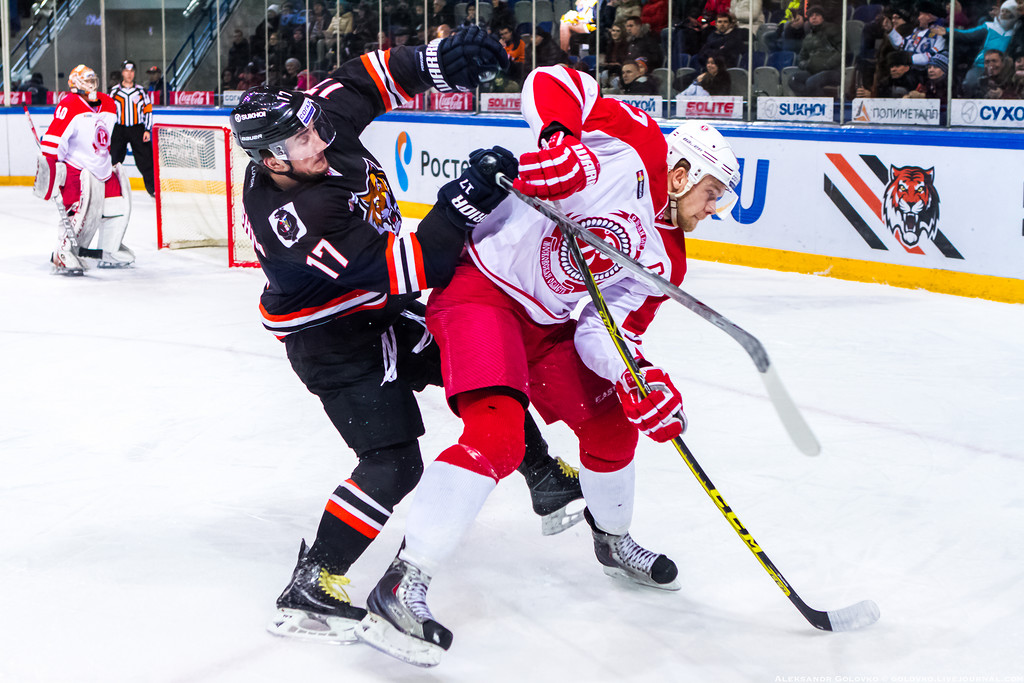
Wladimir Perwuschin (li.) im Trikot von Amur Chabarowsk (2016)

Im Mai 2015 wechselte er im Tausch gegen Pawel Alexandrowitsch Walentenko zum HK Jugra Chanty-Mansijsk. Nach zwei Einsätzen für den HK Jugra wurde er im September des gleichen Jahres im Tausch gegen ein Wahlrecht für den KHL Junior Draft 2016 an Amur Chabarowsk abgegeben. Im April 2016 erhielt er von Amur zunächst eine Vertragsverlängerung bis 2017, ehe er den Verein im November 2016 in Richtung HK Sibir Nowosibirsk verließ.
Im Dezember 2020 beendete er nach 173 Spielen und 23 Scorerpunkten für Nowosibirsk seine Karriere.